# Харківська жіноча недільна школа
Ха́рківська жіно́ча неді́льна шко́ла — школа для навчання грамоти й загальної освіти дорослих, заснована 1862 року українською педагогинею Христиною Алчевською. Проіснувала понад 50 років (до початку Першої світової війни, за іншими даними — до 1919) і була зразком організації освіти дорослих не лише в Україні, а й у Росії, та дістала схвальну оцінку на Заході.
Навчання проводилося безкоштовно. З 1862 по 1870 школа працювала нелегально.
Школа здобувала першість на міжнародних педагогічних виставках.
1879 Христина Алчевська влаштувала таку ж школу в селі Олексіївці на Катеринославщині. Досвідом Харківської жіночої недільної школи користувалися й недільні школи по інших містах України (Київ, Чернігів, Ніжин тощо).
Попри офіційні заборони, Алчевська пропагувала в своїй школі українську мову, народні пісні, творчість Тараса Шевченка, Марка Вовчка, Івана Франка, Василя Стефаника, Михайла Коцюбинського й інших класиків української літератури. У діяльності Харківської жіночої недільної школи брали участь визначні вчені й педагоги: Дмитро Багалій, Микола Сумцов, Микола Корф, Борис Грінченко та інші.